# Arrival Works
Arrival Works var ett svenskt/franskt skivmärke som hade distribution via engelska Prime Distribution med start 1998. Arrival Works var kända för sitt rytmiska och hårda technosound.[källa behövs] Totalt släpptes det 12 stycken olika vinylskivor begränsade till cirka 3 000 exemplar vardera[källa behövs] med varierande artister så som David Roiseux, Sontec, Abi Bah och Cari Lekebusch.